# Agrias infernalis
Agrias infernalis är en fjärilsart som beskrevs av Hans Fruhstorfer 1916. Agrias infernalis ingår i släktet Agrias och familjen praktfjärilar. Inga underarter finns listade i Catalogue of Life.